# جسر القرهود
جسر القرهود هو أحد الجسور البرية الأربعة الواقعة في خور دبي وهو واحد من المعابر الخمس في إمارة دبي - الإمارات العربية المتحدة التي تربط بين ديرة وبر دبي. يشكل جسر القرهود الطرف الشرقي من طريق السالك الذي تم تشغيله في الأول من تموز (يوليو) 2007. منذ البدء باستخدام طريق السالك، شهد جسر القرهود انخفاضاً في حركة المرور في دبي.

## جسر القرهود القديم
كان جسر القرهود القديم ثاني جسر يتم بناؤه عبر الخور بعد جسر آل مكتوم. افتتح الجسر عام 1976. بحلول عام 2007، عبر الجسر حوالي 9000 مركبة في كل ساعة في فترات الذروة.

## جسر القرهود الجديد
شُيّد الجسر الجديد عام 2008 لحل مشكلات المرور الرئيسية التي كان الجسر القديم يتسبب بها، وقد تكلّف إنشاؤه 415 مليون درهم إماراتي. ويهدف إلى إضافة المزيد من المسارب التي تعبر خور دبي. يحوي جسر القرهود الجديد 14 مسرباً، في كل اتجاه 7 مسارب، بالإضافة لممر للمشاة بعرض ثلاثة أمتار. ويستوعب الجسر 16000 مركبة في الساعة. بدأت أعمال الإنشاءات في الجسر في شهر شباط عام 2006 واكتمل 76% منه بحلول 26 من سبتمبر 2007. يبلغ طول الجسر 520 متر (1706 قدم) ويرتفع حوالي 16 متر فوق الماء.

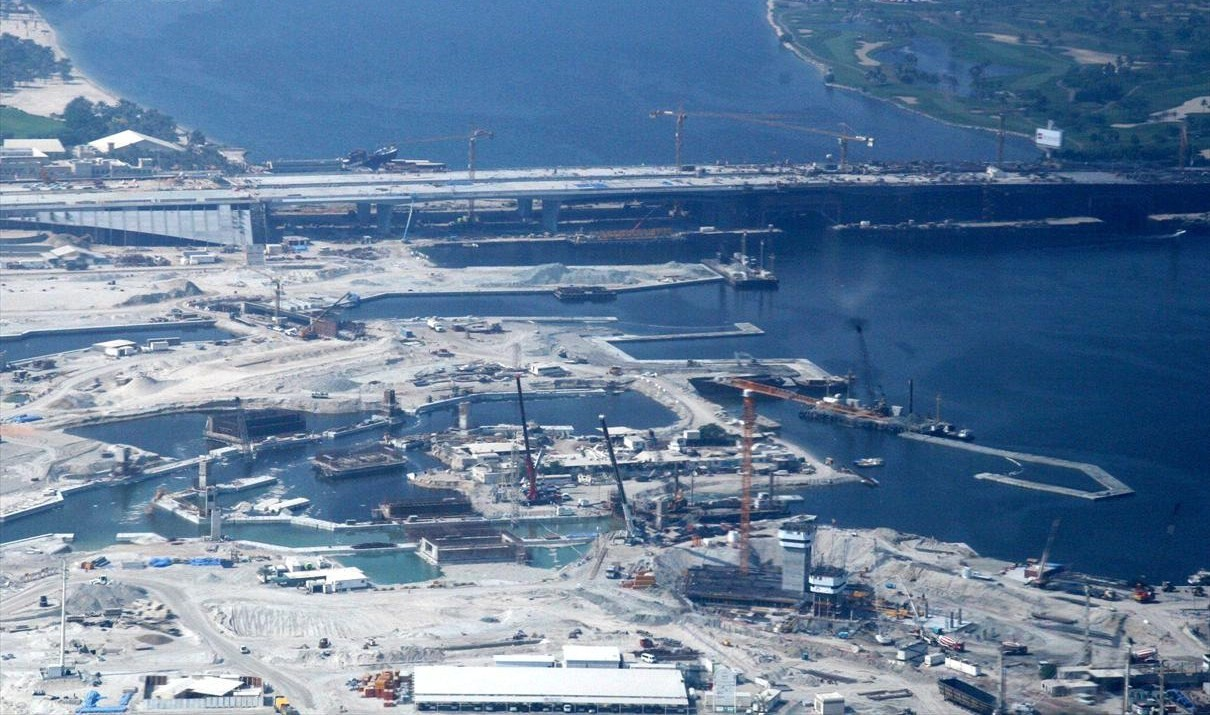

في 15 ديسمبر 2007، افتتحت 4 مسارب على الجهة المتجهة إلى الديرة أمام حركة مرور المركبات. ثم افتتحت المسارب الباقية بالاتجاهين في 15 آذار (مارس) 2008. وقد تم تصميم دعامات الجسر بطريقة مميزة تسمح بعرض اللوحات التراثية والأعمال الفنية الجمالية مع تحقيق أعلى درجات السلامة والأمان. تم هدم الجسر القديم بعد افتتاح الجسر الجديد. وقد أعلنت هيئة النقل في دبي بعد فترة وجيزة من افتتاح الجسر أنه سيتم تزيين جسر القرهود بأعمال فنية تبدو ككثبان رملية نهاراً وأمواج بحر في الليل، وذلك بالاستعانة بتقنيات الإضاءة الحديثة.
وقد أصبح أسفل الجسر، نقطة جذب لهواة الصيد والمصورين  والمتنزهين حيث المباني وانعكاسات الأضواء على أعمدة الجسر والمساحات الخضراء

## معرض صور

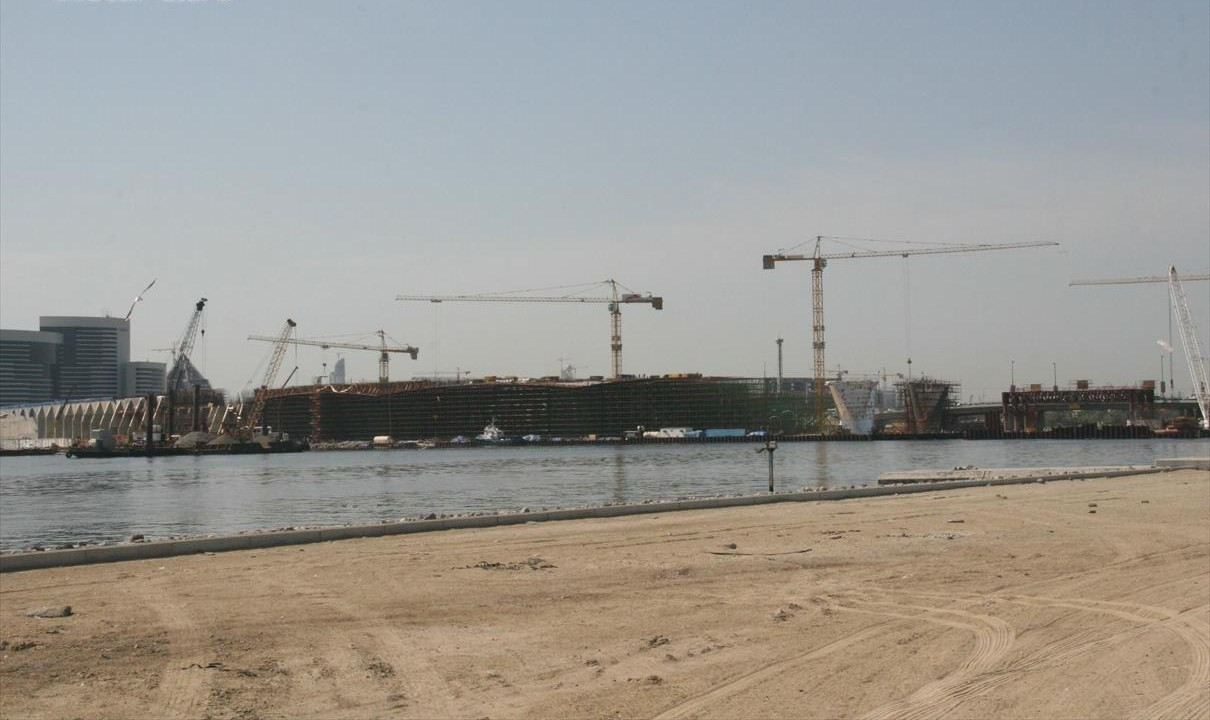
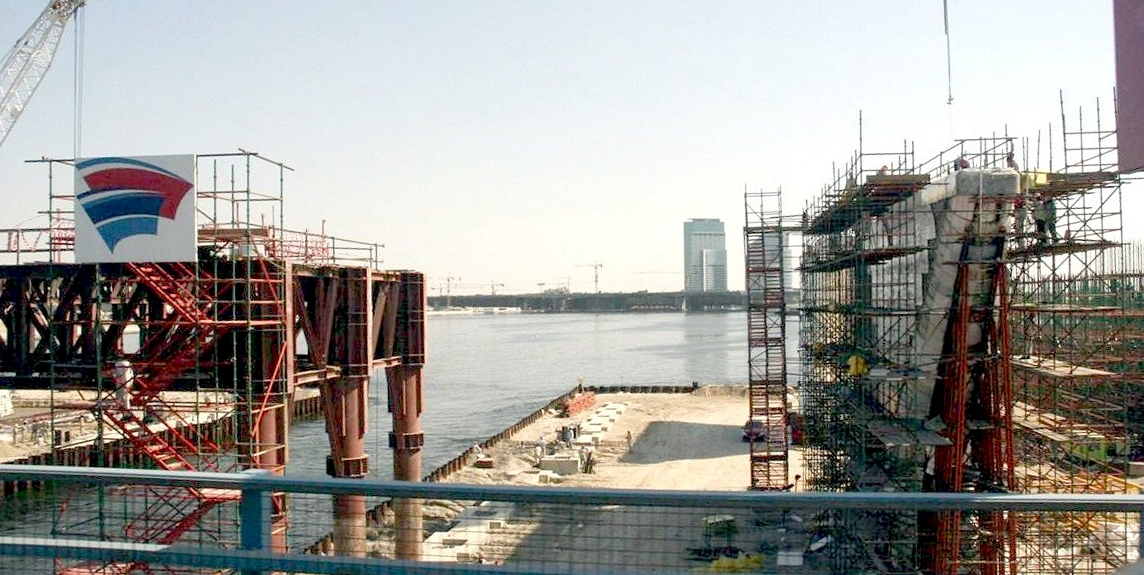
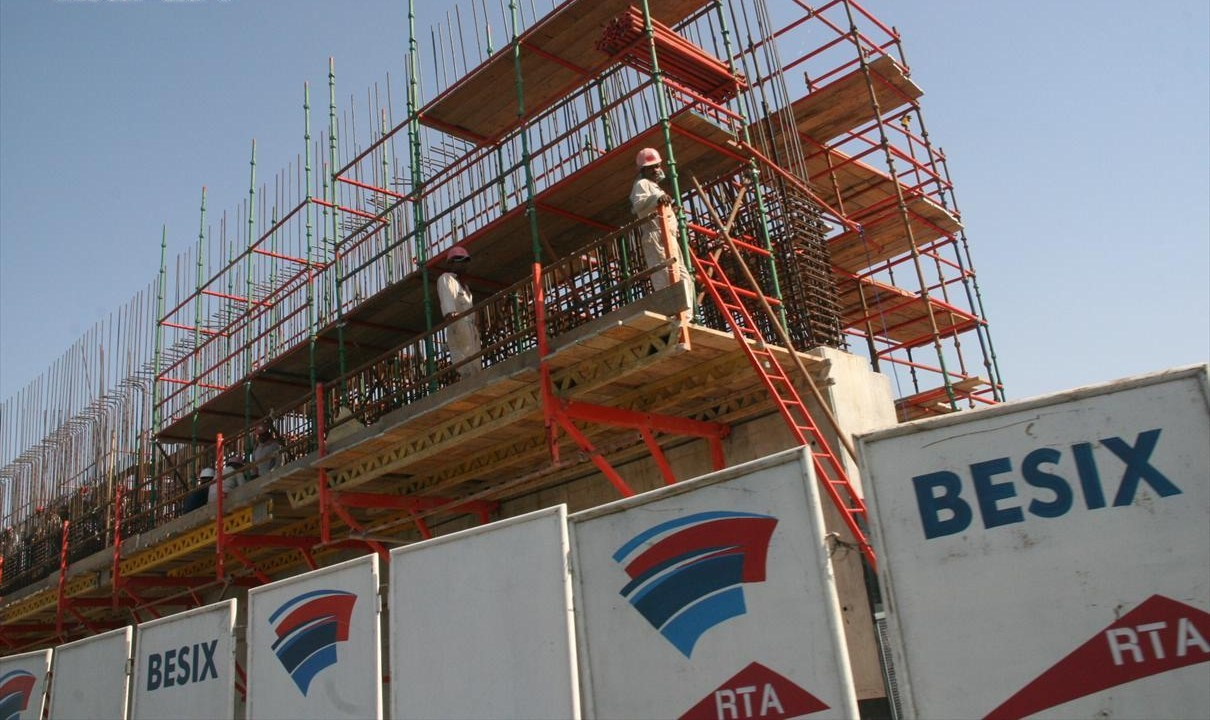